# الحب الأبدي (مسلسل)
الحب الأبدي هو مسلسل صيني من بطولة يانغ مي ومارك تشاو.عرض المسلسل في الفترة من 30 يناير حتى 1 مارس 2017.

## روابط خارجية
الحب الأبدي (مسلسل) على موقع IMDb (الإنجليزية)
- الحب الأبدي (مسلسل) على موقع قاعدة بيانات الفيلم (الإنجليزية)
- الحب الأبدي (مسلسل) على موقع ليتربوكسد (الإنجليزية)
- الحب الأبدي (مسلسل) على موقع كينوبويسك (الروسية)
- الحب الأبدي (مسلسل) على موقع قاعدة بيانات الفيلم (الإنجليزية)